# Staatliche Universität Tetovo

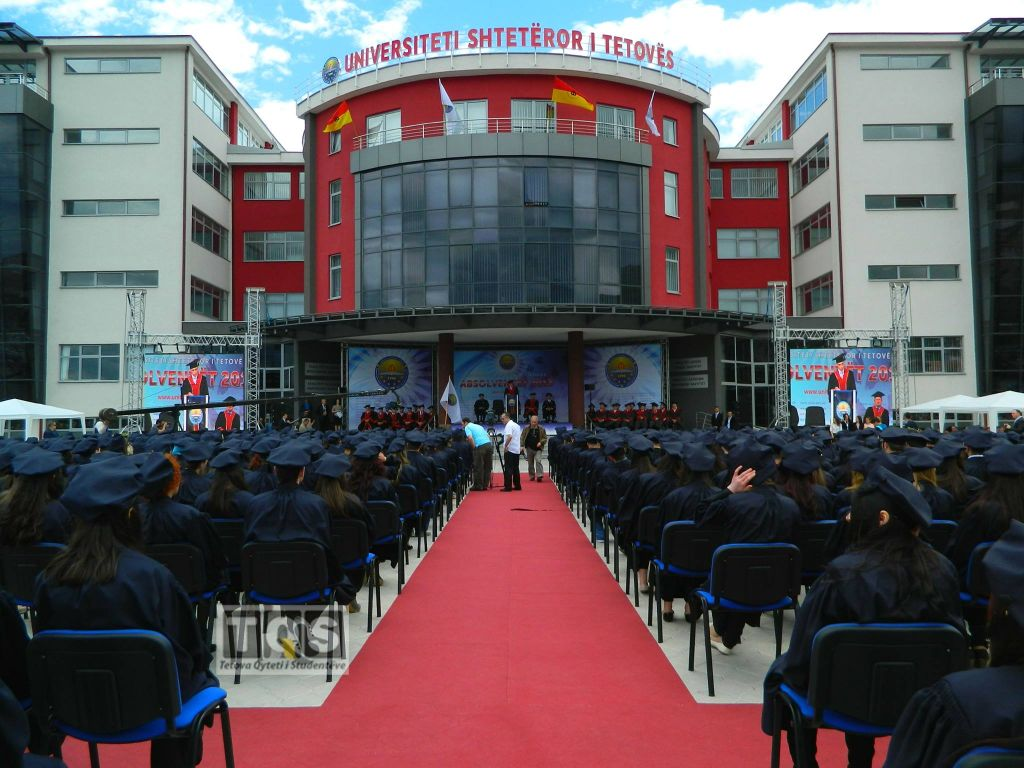
Hauptgebäude

Die Staatliche Universität Tetovo (englisch State University of Tetovo; mazedonisch Државен универзитет во Тетово; albanisch Universiteti Shtetëror i Tetovës) wurde 1994 von einer Initiatorengruppe bestehend aus albanischsprachigen Intellektuellen der Republik Nordmazedonien, Mitgliedern von gesellschaftlichen Vereinigungen und politischen Parteien sowie in- und ausländischen Sponsoren in Tetovo gegründet. Die mazedonische Regierung hat die Universität am 13. Februar 2004 als staatliche Institution anerkannt.
Die Universität besteht aus 11 Fakultäten, an welchen Studienprogramme für Bachelor- und Masterabschlüsse angeboten werden. Unterrichtssprachen sind albanisch und mazedonisch.
Die ersten Vorlesungen wurden am 16./17. Februar 1995 in Poroj und Recica gehalten.

## Fakultäten
- Mathematisch-Naturwissenschaftliche Fakultät
- Wirtschaftswissenschaftliche Fakultät
- Juristische Fakultät
- Philosophische Fakultät
- Philologische Fakultät
- Medizinische Fakultät
- Fakultät für Nahrungstechnologie und Ernährung
- Kunstfakultät
- Fakultät für Angewandte Wissenschaften
- Fakultät für Verwaltungswesen und Business
- Fakultät für Körpererziehung

Die universitäre Ausbildung wird nach modernsten Methoden der Wissenschaft und in Übereinstimmung mit dem Bolognaprozess durchgeführt. Ziel dieser Einrichtung ist es, gegenwärtige Trends in der Hochschulbildung zu nutzen und dadurch Teil der Familie der europäischen und weltweiten Universitäten zu werden. 
Das Studium an den Fakultäten erfolgt in Übereinstimmung mit der Bologna-Erklärung und ECTS. Es gibt Bachelor- und Postgraduiertenstudien. Das Doktoratsstudium befindet sich im Prozess der Akkreditierung (2010).
Die Universität ist Mitglied im Netzwerk der Balkan-Universitäten.

## Alumni und Dozenten
- Nebi Dervishi, Historiker